# اللفج السافل (حزم العدين)

تعديل مصدري - تعديل

اللفج السافل محلة تابعة لقرية الاهمول، التابعة لعزلة الشعاور بمديرية حزم العدين إحدى مديريات محافظة إب في الجمهورية اليمنية، بلغ تعداد سكانها 150 حسب تعداد اليمن لعام 2004.